# Муніципальна облігація

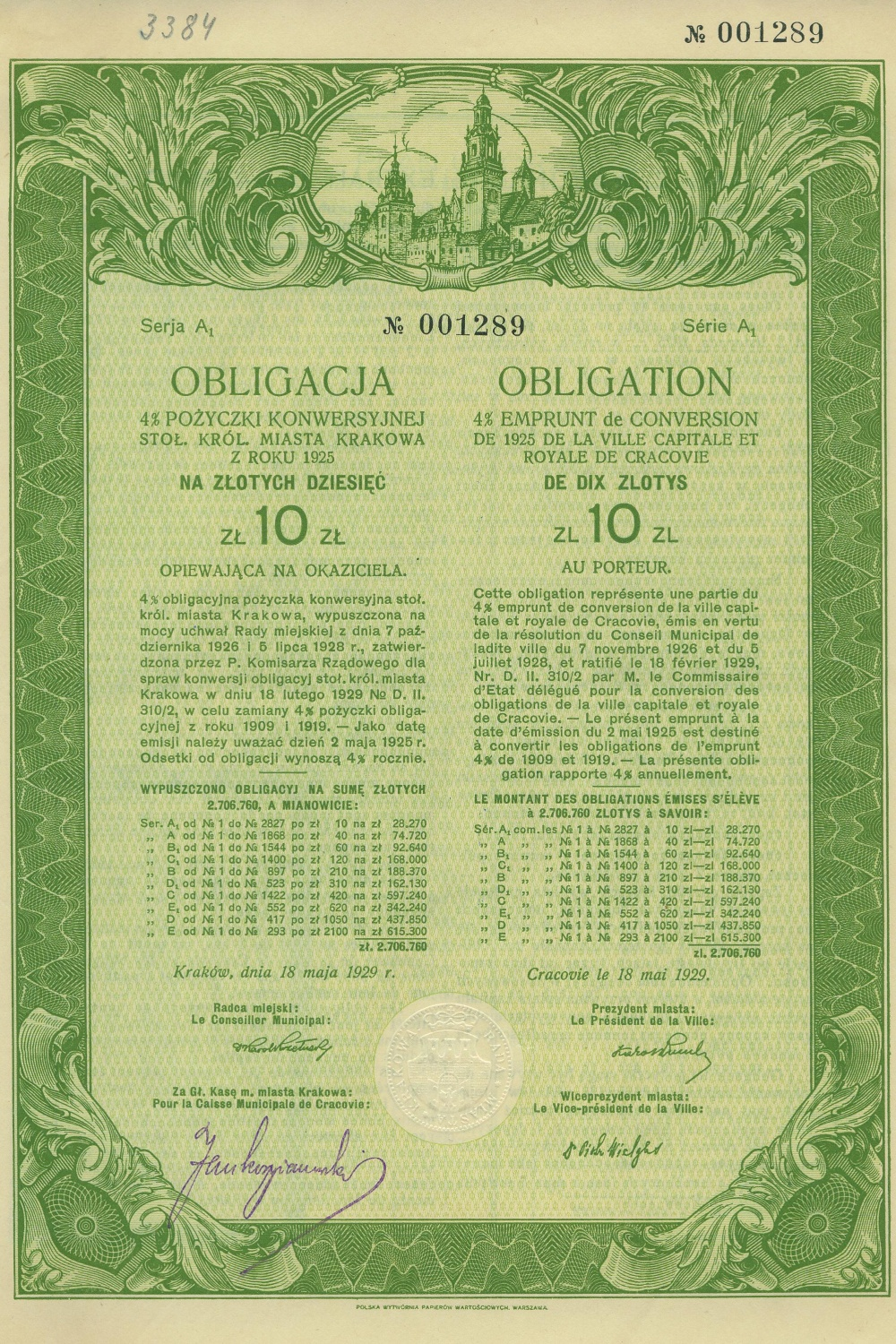
Муніципальна облігація Кракова (1929 рік)

Муніципа́льні обліга́ції — облігації, що випускаються місцевою владою, як засіб залучення фінансових ресурсів для реалізації власних інвестиційних проектів, а також у випадку дефіциту місцевого бюджету. Зазвичай дохід від муніципальних облігацій звільнений від оподаткування.
Муніципальні облігацій починається випускати з XIX сторіччя, хоча окремі елементи загального ринку муніципальних запозичень сформувалися значно раніше у XVI—XVII столітті.